# Phryganopsyche cornuta
Phryganopsyche cornuta är en nattsländeart som först beskrevs av Douglas E. Kimmins 1950.  Phryganopsyche cornuta ingår i släktet Phryganopsyche och familjen Phryganopsychidae. Inga underarter finns listade i Catalogue of Life.